# Flujo sanguíneo cerebral
El flujo sanguíneo cerebral, o FSC, es el suministro de sangre al cerebro en un momento dado. El cerebro en el humano representa el 2% de su peso corporal total, sin embargo recibe del 12% al 15% del gasto cardíaco (GC) y consume el 20% del oxígeno (O2) total. En un adulto, el FSC es de 750 mililitros por minuto, aunque no es uniforme en todo el cerebro, pues en función de sus diversas actividades existen zonas donde su volumen varía, dándose el llamado flujo sanguíneo cerebral local (FSCL), el cual es 4  veces mayor en la sustancia gris que en la sustancia blanca (25 ml/100g/min para la sustancia blanca y 70-90 ml/100g/min para la sustancia gris).
El cerebro normal tiene una escasa capacidad para almacenar nutrientes por lo que demanda un elevado aporte de oxígeno y glucosa que se satisface mediante el FSC, que es relativamente constante a pesar de las fluctuaciones de la presión arterial media (PAM) siempre y cuando se encuentre dentro del rango 50-150 mmHg. Por encima de 150 mmHg se produce edema vasogénico y por debajo de 50 mmHg se produce isquemia.
Demasiada sangre (hiperemia)  puede aumentar la presión intracraneal (PIC), que puede comprimir y dañar el delicado tejido cerebral. Si el flujo sanguíneo en la circulación cerebral es menor de 18 a 20 ml por cada 100 g por minuto se considera isquemia, y se produce la muerte del tejido cerebral cuando el flujo cae por debajo de 8 a 10 ml por cada 100 g por minuto.

## Funciones del flujo sanguíneo cerebral
El flujo sanguíneo cerebral mantiene el funcionamiento del cerebro mediante las siguientes tareas:
- Aporta nutrientes, principalmente glucosa, oxígeno y aminoácidos.
- Retira productos de desecho
- Mantiene la temperatura cerebral. La temperatura de la sangre que entra en el cerebro es el determinante principal de la temperatura cerebral.

## Cálculo del FSC
El FSC (asumiendo que su valor global normal es 50ml/100 g/min) se calcula por la siguiente función:
{\displaystyle \displaystyle \ FSC={\frac {PAM-PIC}{RVC}}=constante}
{\displaystyle \displaystyle \ FSC={\frac {PPC}{RVC}}=constante}
donde:
- FSC: Flujo sanguíneo cerebral
- PAM: Presión arterial media
- PIC: Presión intracraneal
- RVC: [[Flujo_sanguíneo#Resistencia_vascular|Resistencia vascular cerebral]] (la resistencia de las arteriolas cerebrales)
- PPC: Presión de perfusión cerebral

El aumento de la presión intracraneal (PIC) causa disminución de la perfusión sanguínea de las células del cerebro y se da principalmente por dos mecanismos.
- El aumento de la PIC constituye un aumento de la presión hidrostática intersticial que, a su vez, provoca disminución en la fuerza impulsora de filtración capilar de los vasos sanguíneos intracerebrales.
- El aumento de la PIC comprime las arterias cerebrales, provocando aumento de la resistencia cerebrovascular (RVC).

## Regulación del FSC
Existen varios factores que intervienen en la regulación del flujo sanguíneo cerebral.

### Presión de perfusión cerebral
La fuerza conductora del mantenimiento del FSC es la presión de perfusión cerebral (PPC). La PPC es la diferencia entre la Presión Arterial Media  (PAM) y la presión intracraneal (PIC). Cuando la presión venosa central (PVC) es mayor que la PIC, para evitar que la presión extravascular la colapse, la presión de perfusión pasa a ser la diferencia entre la PAM y la presión venosa central. (PPC = PAM – PIC). 
La PPC normalmente es de 80 a 100 mmHg. Sin embargo, como la PIC es inferior a 10 mmHg, la PPC depende sobre todo de la PAM. A pesar de esto, los incrementos en la presión intracraneal de grado moderado a intenso (>30 mmHg) afectan de manera significativa a la presión de perfusión cerebral y al flujo sanguíneo del cerebro, aun en presencia de una presión arterial media normal. La PPC influye en la determinación del flujo sanguíneo cerebral en su relación con la resistencia vascular cerebral (RVC): FSC = PPC/ RVC. 
Los pacientes con valores de presión de perfusión cerebral menores de 50 mmHg a menudo muestran disminución en la velocidad del encefalograma, lo que se relaciona con un deterioro cerebral, mientras que aquellos con una presión de perfusión cerebral entre 25 y 40 mmHg muestran típicamente un encefalograma plano. Las presiones de perfusión sostenida por debajo de 25 mmHg producen daño encefálico irreversible.

### Mecanismo de autorregulación
El cerebro bajo ciertas condiciones a pesar de las variaciones de la PPC, puede mantener un nivel constante del FSC, modificando la resistencia vascular cerebral. Esta capacidad se conoce como autorregulación cerebral pues es la  respuesta vascular que determinará vasodilatación ante presiones de perfusión cerebral (PPC)  bajas y vasoconstricción ante PPC altas. Este fenómeno puede ser explicado por diferentes teorías:

### Teoría miogénica
La teoría miogénica se basa en que el estiramiento brusco de los vasos sanguíneos pequeños provoca la contracción del músculo liso de la pared vascular durante unos segundos. Por tanto cuando una presión arterial elevada estira el vaso se provoca a su vez una constricción vascular reactiva que reduce el flujo sanguíneo casi a la normalidad. Por el contrario con presiones bajas el grado de estiramiento del vaso es menor, por lo que el músculo liso se relaja y permite el aumento del flujo. La respuesta es rápida, se inicia en segundos y se completa en cerca de  30 segundos. La integridad del reflejo depende de influencias hipotalámicas.

### Teoría metabólica
Según la teoría metabólica, el FSC puede estimarse —en determinadas condiciones—, a partir de la medición de las diferencias arterio-yugulares de oxígeno (DAVO2) o de otras variables hematometabólicas derivadas de la oxihemoglobina a nivel del bulbo de la yugular. El principio de Fick permite el cálculo del FSC a partir de la relación entre el consumo metabólico cerebral de oxígeno (CMCO2) y las diferencias arterio yugulares de este gas (DAVO2), de modo que FSC = CMCO2/DAVO2. En condiciones normales el FSC aumenta o disminuye en función de los requerimientos metabólicos tisulares. En esta situación existe un perfecto acoplamiento entre el FSC y el CMCO2 que hace que las DAVO2 permanezcan constantes. Los individuos en coma presentan una reducción de la actividad metabólica cerebral. Si en estos pacientes se mantiene el acoplamiento normal entre CMCO2 y FSC, el descenso del CMCO2 deberá seguirse de una disminución del FSC. Algunos pacientes pueden presentar una alteración de los mecanismos reguladores del FSC pudiendo estar su FSC disminuido, normal o alto, independientemente de la reducción del CMCO2. En este contexto, la relación entre CMCO2 y FSC puede variar y los valores de las DAVO2 constituyen una estimación indirecta del FSC siendo el CMCO2= FSC × DAVO2/100

### Teoría neurogénica
La teoría neurogénica afirma que el FSC es mediado a través de un control neurógeno en el cual participa la inervación colinérgica y adrenérgica del músculo liso vascular.
La autorregulación cerebral tiene límites de efectividad: a una PPC de aproximadamente 60 mmHg el flujo sanguíneo cerebral comienza a caer rápidamente dando lugar a un aporte insuficiente de O2, y consecuentemente hipoxia e isquemia cerebral. De manera inversa una PPC de 150 mmHg o mayor hará que el flujo sanguíneo cerebral (FSC) aumente rápidamente, llevando a congestión vascular, rotura de la barrera hematoencefálica (BHE) y consecuentemente a edema cerebral.  Los límites de la autorregulación no son inflexibles, se modifican o restablecen por el tono de los vasos, el que puede alterarse por la hipocapnia o hipercapnia,  influencia simpáticas o parasimpáticas, por la acidosis o alcalosis, por el hipermetabolismo o hipometabolismo, y también por efecto de diversas drogas.
La curva de la autorregulación puede ser desviada a la izquierda permitiendo valores de flujo sanguíneo cerebral (FSC) más bajos o desviarse a la derecha permitiendo una mayor PPC sin causar necesariamente una elevación repentina del FSC. En pacientes con hipertensión arterial crónica la curva de autorregulación se desplaza a la derecha, representando una adaptación vascular que hace que estos pacientes puedan tolerar PPC más elevadas. Esta adaptación es el resultado de la hipertrofia progresiva de la capa muscular media de la pared vascular.

### Control químico

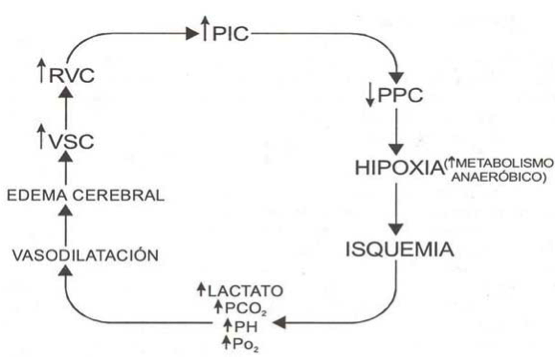

El FSC es sensible a los cambios de la presión parcial del dióxido de carbono en un rango de PaCO2 entre 25 y 60 mmHg; la relación con el flujo sanguíneo cerebral (FSC) es exponencial. La hipocapnia causa vasoconstricción cerebral, lo que reduce significativamente el volumen sanguíneo cerebral (VSC). En consecuencia la hiperventilación (más ventilación, menos CO2) constituye un arma poderosa para reducir la PIC (pues a menor flujo, menor presión). La hipercapnia induce vasodilatación cerebral, con incremento del VSC y con ello eleva la PIC, ésta es la razón por la que debe evitarse la hipercapnia en los cuadros clínicos donde se encuentra presente una PIC elevada. El efecto de los cambios de PaCO2 ocurre en minutos, siendo máximo a los 12 minutos. La adaptación ocurre generalmente en 48 horas, con un retorno del FSC a niveles de normalidad.
Los cambios de la presión parcial de oxígeno (PaO2), en menor grado, también influyen en los cambios del FSC. Las variaciones en las tensiones de O2 a concentraciones bajas causan vasodilatación y aumento del FSC. Estos cambios aparecen con una PaO2 de aproximadamente 50 mmHg, se duplican con 30 mmHg y llegan a su máxima expresión con 20 mmHg; por debajo de este mínimo, ocurren cambios en la glucólisis, pasándose a la vía anaeróbica (ciclo de Krebs). El efecto vasodilatador es probablemente secundario a la acidosis láctica, que da lugar a un aumento de la osmolaridad, determinando la formación de edema cerebral y, por ello, un incremento del volumen intracraneal (VIC) así como de la presión intracraneal (PIC) con disminución del flujo sanguíneo cerebral (FSC), lo que a su vez conlleva una disminución del aporte de oxígeno, creándose así un círculo vicioso que constituye una de las claves de la producción de hipertensión intracraneal (HIC) 
Sin embargo, también hay evidencias de que el nucleósido adenosina sería el responsable de la vasodilatación hipóxica. La Adenosina es reducida por reacciones de fosforilación a nucleótidos, pudiendo acumularse en condiciones de isquemia. Está demostrado que la Adenosina es un potente vasodilatador cerebral provocando un aumento de FSC cuando la PPC es baja.

### Viscosidad sanguínea
En condiciones normales, los cambios de la viscosidad sanguínea no alteran en grado apreciable el flujo sanguíneo cerebral. El determinante más importante de la viscosidad sanguínea es el hematocrito. Un descenso de este disminuye la viscosidad y puede mejorar el flujo cerebral. Sin embargo, una reducción del hematocrito también reduce la capacidad de transporte del oxígeno, y así puede limitar el aporte de oxígeno a los tejidos. La elevación del hematocrito, como sucede en la policitemia, aumenta la viscosidad de la sangre y puede reducir el flujo sanguíneo cerebral. 

### Temperatura
El flujo sanguíneo cerebral cambia 5% a 7% por cada grado centígrado. La hipotermia disminuye tanto el metabolismo basal cerebral como el flujo sanguíneo cerebral, mientras la pirexia tiene el efecto opuesto. Entre 17º y 37 °C, la Q10 de los humanos es aproximadamente 2, esto es, por cada 10° que incremente la temperatura, se duplica el consumo metabólico cerebral. Por el contrario, el consumo metabólico cerebral disminuye 50% si la temperatura del cerebro disminuye 10 °C, por ejemplo, de 37° a 27 °C, y otro 50% si la temperatura disminuye de 27º a 17 °C.

## Pruebas funcionales
- Invasivas

1. Angiografía cerebral: estudio radiológico de los vasos sanguíneos cerebrales. Para realizarla se efectúa una punción en una arteria de la ingle bajo anestesia local para introducir un catéter. Éste se avanza en el interior de los vasos sanguíneos hasta el cuello, para luego inyectar líquido de contraste en la arteria, esto hace posible la visualización de los vasos utilizando una máquina especial de rayos x, denominada angiógrafo.

- No invasivas:

1. Doppler craneal: técnica que permite la medición de la velocidad del flujo sanguíneo cerebral gracias a la emisión de ondas sonoras de baja frecuencia (2 MHz) que atraviesan la barrera ósea craneal.
2. Angio TC: examen en el que mediante la inyección de contraste intravenoso se realiza una exploración con tomografía computarizada (TC) para valorar el flujo vascular en vasos arteriales en cualquier localización del organismo. La TC es un equipo que utiliza rayos X para la exploración del paciente. El tubo de rayos X gira alrededor del cuerpo del paciente, obteniéndose información desde distintos ángulos del cuerpo. La información se procesa en un ordenador y se obtienen imágenes axiales de los tejidos y órganos explorados. La angiografía convencional se realiza introduciendo un catéter e inyectando contraste dentro de la arteria. La angiografía-TC es mucho menos invasiva ( el contraste se inyecta en una vena periférica y no en una arteria), y es mejor tolerado por el paciente. Este procedimiento se utiliza como cribado en un gran número de pacientes para evaluar la existencia de enfermedad arterial.
3. Tomografía por emisión de positrones (PET).
4. Resonancia magnética nuclear.